# Премия имени Попова Электротехнического института
Пре́мия и́мени Алекса́ндра Степа́новича Попо́ва — научная премия, вручавшаяся Санкт-Петербургским Электротехническим институтом в 1906—1919 годах.

## История
Первый выборный директор Электротехнического института (ЭТИ), профессор физики, изобретатель в области радиосвязи Александр Степанович Попов скончался 31 декабря 1905 года (по старому стилю). 8 января 1906 года состоялось заседание Совета ЭТИ, на котором было принято решение об образовании Комитета по учреждению премии имени А. С. Попова из представителей Совета Электротехнического института, а также различных обществ и учреждений, связанных с деятельностью А. С. Попова. Соучредителями стали: Минный офицерский класс, VI отдел Русского технического общества, Физическое отделение Русского физико-химического общества и Общество инженеров-электриков. 2 февраля 1906 года комиссия, в состав которой вошли: П. Д. Войнаровский (председатель), П. С. Осадчий, М. А. Шателен, Н. Г. Егоров, А. А. Реммерт, Н. А. Смирнов, А. А. Петровский, А. А. Кракау и другие, разработала проект Положения о премии. В Положении о премии в частности отмечалось, что:
- премия учреждается при Электротехническом институте, который несёт ответственность за капитал премии и организационную работу, связанную с ней;
- присуждение премии происходит раз в пять лет «за лучшие оригинальные исследования и изобретения по электричеству и его применениям, произведённые в России и изложенные на русском языке»[2][3].

Фонд премии пополнялся из различных источников.
| Взносы в фонд премии А. С. Попова | Взносы в фонд премии А. С. Попова                                               | Взносы в фонд премии А. С. Попова | Взносы в фонд премии А. С. Попова |
| Дата                              | Поступление                                                                     | Источник                          | Примечание                        |
| --------------------------------- | ------------------------------------------------------------------------------- | --------------------------------- | --------------------------------- |
| 1906                              | 643                                                                             | ЭТИ                               |                                   |
| 1906                              | 685                                                                             | МОК                               |                                   |
| 1906                              | 89                                                                              | VI (Электротехнический) отдел РТО |                                   |
| 1906                              | 54                                                                              | Общество инженеров-электриков     |                                   |
| 1906                              | 118                                                                             | РФХО                              |                                   |
| 1906                              | 1000                                                                            | АО «Сименс и Гальске»             |                                   |
| 1906                              | Вместе с банковскими процентами к осени 1906 года сумма составила 2603 р. 81 к. |                                   |                                   |

## Лауреаты премии
Лауреатами премии стали:
- 1906 — В. Ф. Миткевич за работу «О вольтовой дуге».
- 1910 — Д. А. Рожанский за работу «Влияние искры на колебательный разряд».
- 1915 — В. И. Коваленков за работу «Установившиеся процессы тока и напряжения и распространение прерывистого тока по телеграфным проводам».

Планировавшееся вручение премии в 1920 году не состоялось. В июне 1919 года распоряжением комиссии госконтроля Электротехническому институту было предложено немедленно сдать в Северную областную контору Народного банка все процентные и дивидендные бумаги, а также ценности из благородных металлов.